# Gulf Stream
Gulf Stream è un comune degli Stati Uniti d'America, situato in Florida, nella Contea di Palm Beach.